# 포폴 부

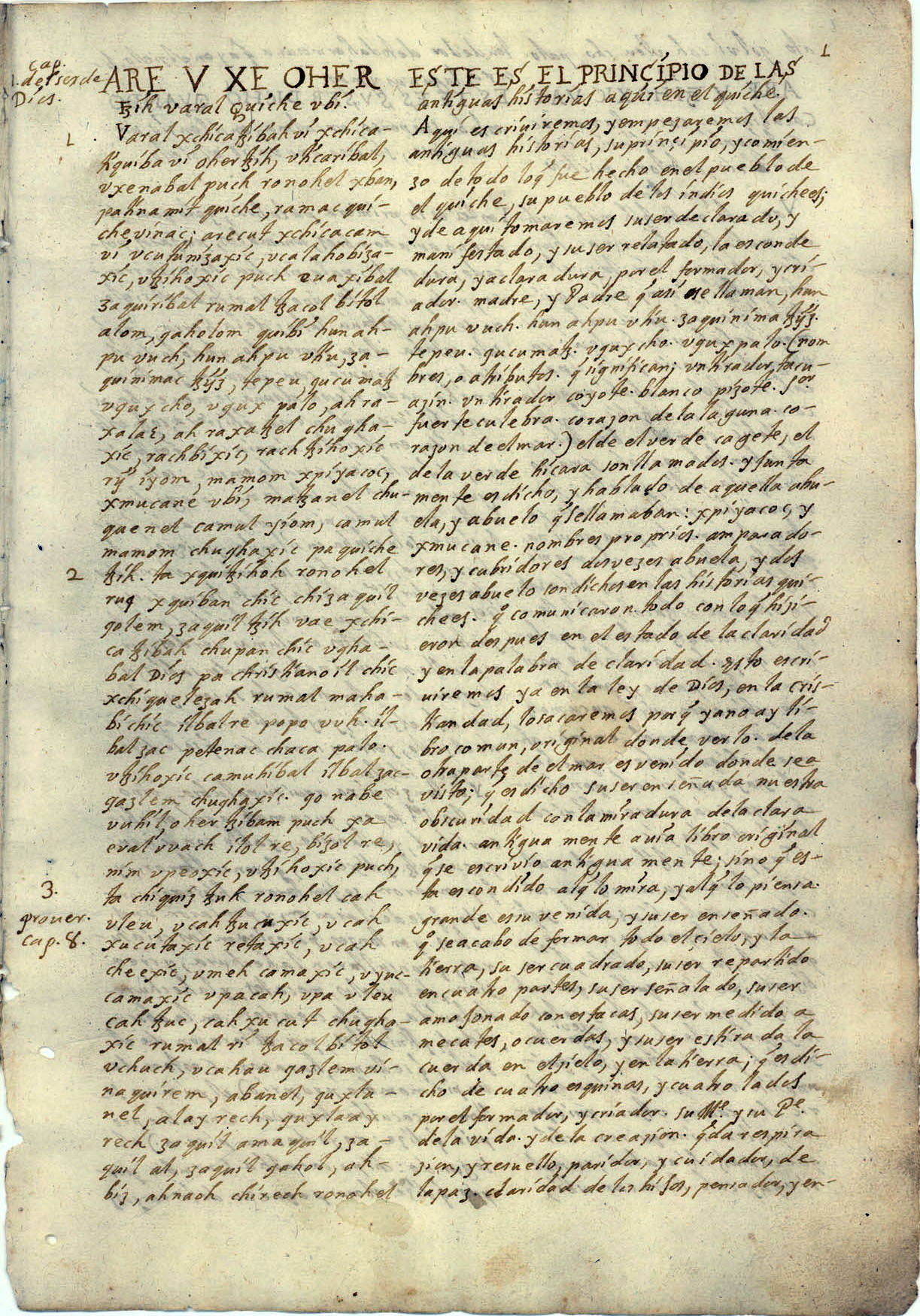
《포폴 부》의 가장 오래된 판본(1701년경 프란시스코 히메네스 저)

《포폴 부》(키체어: Poopol Wuuj [ˈpʰoːpʰol ˈʋuːχ])는 과테말라 서부 고지대의 키체 왕국의 신화-역사적 서사를 다룬 작품이다. "포폴 부"라는 제목은 "공동체의 서" 또는 "자문의 서"라는 뜻이며, 보다 문자 그대로 직역하면 "사람들의 서"라는 뜻이다. 《포폴 부》의 가장 두드러지는 내용은 창조 신화와 대홍수 신화, 쌍둥이 영웅 후나흐푸와 이슈발랑케의 서사시적 이야기, 그 족보 등이 있다. 《포폴 부》 신화는 신인동형론적 조상 이야기로 시작하여 키체 왕국의 족보로 끝나는데, 이는 아마 왕권신수설을 주장하기 위한 장치로 생각된다.
문헌자료가 매우 부족한 메소아메리카 신화를 다룸에 있어 《포폴 부》는 칠람 발람 등의 다른 문헌과 함께 중요한 자료로 사용된다. 《포폴 부》는 18세기 에스파냐의 도미니크회 수도사 프란시스코 히메네스가 한 성당에서 우연히 발견하여 오늘날까지 전해내려온다.